# Pasuckuakohowog
Pasuckuakohowog ist ein fußballähnliches Spiel der Ureinwohner Nordamerikas. 

## Name und Spielfeld
Der Name bedeutet: „Sie versammeln sich, um mit den Füßen Ball zu spielen“. Es ist bewiesen, dass Pasuckuakohowog im 17. Jahrhundert gespielt wurde, wahrscheinlich wurde es aber bereits viel früher praktiziert. Breite Strände mit einer Torentfernung bis zu mehreren Kilometern dienten als Spielfeld. 

## Ablauf
Bis zu fünfhundert Menschen waren an einem Spiel beteiligt. Manche Spiele sollen sogar bis zu tausend Teilnehmer aufgewiesen haben. Das Spiel erinnerte an eine Art Krieg ohne Waffen. Verletzungen und Knochenbrüche waren üblich. Ein Spiel dauerte oft Stunden und wurde auch anderntags fortgeführt. Nach jedem Spiel gab es ein Fest, an dem beide Mannschaften teilnahmen.